# Theodore V. Buttrey, Jr.
Theodore Vern Buttrey Jr. (Ted) (* 29. Dezember 1929 in Havre, Montana; † 9. Januar 2018 in Cambridge) war ein amerikanischer Klassischer Philologe und Numismatiker.

## Leben
Buttrey wurde als Sohn von Theodore V. Buttrey, Sr. und Ruth Jeanette (Scoutt) Buttrey und Enkel von Frank A. Buttrey, dem Gründer von Buttrey Food and Drug, einer Warenhauskette in Montana und Texas, geboren. Er erhielt seine Erziehung an der Peacock Military Academy in San Antonio, Texas und der  Phillips Exeter Academy. Ab 1946 studierte er Altertumswissenschaften an der Princeton University (1950 B.A., 1952 M.A.). Dort wurde er auch 1953 mit der Dissertation „Studies in the Coinage of Mark Anthony“ promoviert. Er erhielt ein Fulbright Scholarship für Forschungen in Rom.
1954  begann er seine akademische Karriere an der Yale University als Instructor in Classics, 1958 wurde er Assistant Professor; daneben war er seit 1956 für die numismatische Sammlung der Universität verantwortlich. 1964 wechselte er als Associate Professor an das Classics Department der University of Michigan in Ann Arbor. Er erhielt dort 1967 eine volle Professur. Von 1969 bis 1971 war er dazu auch Direktor des Kelsey Museum of Archaeology an der University of Michigan. Buttrey war Dozent, Visiting Fellow und Resident Member von Clare Hall der Universität Cambridge. Nach seiner  Emeritierung  Ende 1985 in Michigan zog er nach Cambridge, wo er Affiliated Lecturer der Faculty of Classics der Universität wurde. Er arbeitete von 1988 bis 1991 als Kustos der Münzkabinetts des Fitzwilliam Museum und hatte seit 2008 die Position eines ehrenamtlichen Kustos für die Münzen der Antike inne, die er auch durch Schenkungen aus seiner persönlichen Sammlung vermehrte. Dort war er für die Bibliothek der numismatischen Auktionskataloge verantwortlich, weltweit eine der größten.
Als Professor lehrte und forschte er zur griechischen Literatur.

## Numismatische Tätigkeit

### Antike Numismatik
Buttrey verbrachte viele Jahre aktiv als Bearbeiter der Münzfunde verschiedener Ausgrabungsstätten im Mittelmeerraum. So war er insbesondere an der Dokumentation der Münzfunde von  Sardes in der heutigen Türkei  und von Morgantina im heutigen Sizilien beteiligt. Er war an der Publikation der Münzfunde von weiteren Ausgrabungen in Großbritannien, Italien (Cosa, Rom Palatin, Rom Forum), Libyen (Apollonia, Kyrene, Euhesperides) und Israel beteiligt.

### Münzen aus Mexiko
Als Kind an der Peacock Military Academy in Texas begegnete Buttrey erstmals Münzen aus Mexiko und begann sich für diese zu interessieren. Obwohl als Erwachsener seine primären beruflichen Aktivitäten als Gelehrter in anderen Bereichen lagen, bewahrte er doch sein Interesse an mexikanischen Münzen. Sein Guidebook of Mexican Coins, 1822 to Date (1969), zusammen mit nachfolgenden Ausgaben (bis zur 6. Auflage 1992, diese mit Clyde Hubbard) gilt als die grundlegende Arbeit zu diesem Thema.

### Fälschungen von Goldbarren Mexikos und des amerikanischen Westens
Buttrey  ist in den USA vielleicht am bekanntesten für seine Aufdeckung und Offenlegung eines Systems zur Verbreitung gefälschter Goldbarren des amerikanischen Westens, Diese folgte einer früheren Arbeit, in welcher er in der Lage war, bestimmte mexikanische Goldbarren als Fälschung zu identifizieren, in erster Linie durch Katalogisierung anachronistischer Probierpunzen. Diese frühere Arbeit wurde in ihrer Wirkung übertroffen durch Buttreys Vortrag 1973, False Mexican Colonial Gold Bars auf dem Internationalen Numismatischen Kongress. 1984 verabschiedete die American Numismatic Society eine Resolution, welche Buttreys Feststellungen unterstützte.
Der Disput betreffend die Barren des amerikanischen Westens war möglicherweise das einzige Mal in der Geschichte, dass ein Disput zwischen Numismatikern es auf die Seiten der größeren Zeitungen, einschließlich der New York Times, schaffte. Buttreys Feststellungen über die Authentizität der westlichen Barren wurden erstmals detailliert in einem Vortrag vor der ANS 1996 dargelegt. Sie basierten teilweise auf den Münzstätten- und Probier-Prüfzeichen, von denen er sagte, sie seien nicht zusammenpassend oder inkonsistent. Er vermerkte auch, dass die meisten der fraglichen Barren nicht die geringste Provenienz hatten, nie in Katalogen oder anderem Material seit der Zeit, in der die Barren angeblich produziert worden sein sollten, bis in die 1950er vorgekommen waren. Buttrey benannte als Gesetzesbrecher den Münzhändler John J. Ford Jr., welcher viele seiner Fälschungen über Stack’s LLC, ein renommiertes New Yorker Münzhandelsunternehmen, vermarktete. Ford und Stack’s hielten daran fest, dass die fraglichen Barren alle echt seien; Ford beschimpfte Buttrey als Verrückten („crackpot“).
Es ist unumstritten, dass Ford und Stack’s eine Anzahl dieser Goldbarren an den Sammler und Philanthropen Josiah K. Lilly, Jr. verkauften. Lillys umfangreiche Sammlung von Gold und Münzen, einschließlich der umstrittenen Barren, wurde nach seinem Tod 1966 der Smithsonian Institution geschenkt im Austausch gegen eine hohe Steuererleichterung für seinen Nachlass. 1999 versuchte Michael Hodder, ein Gutachter der Firma Stack’s, die Feststellungen, welche Buttrey 1996 in seinem ANS-Vortrag dargelegt hatte, zu widerlegen. In August dieses Jahres traten Buttrey und Hodder gemeinsam bei einer Tagung der American Numismatic Association in einer Debatte auf, auf das sich Numismatiker als The Great Debate beziehen. Nach der Debatte verklagte Ford, zusammen mit Harvey Stack von Stack’s, Buttrey auf 5 Millionen US-Dollar wegen Verleumdung vor dem U.S. Federal District Court in New York. Diese Klage wurde jedoch schließlich abgelehnt. Buttrey lieferte Beweise für das, was er als Betrug bezeichnete, an das Justizministerium des Staates New York, aber es wurde nie Anklage gegen Ford oder Stack’s erhoben. Obwohl Teile der Sammlung Lilly auch weiterhin im National Museum of American History ausgestellt werden, sind die fraglichen Goldbarren dort stillschweigend entfernt worden.

## Tätigkeiten außerhalb der Numismatik
Buttrey arbeitete von 1966 bis 1980 mit dem Television Center der University of Michigan zusammen. Er schrieb und drehte u. a. TV-Serien über die Ilias (10 halbstündige Folgen) und die Odyssee (15 halbstündige Folgen), Herodot, Sueton und die zwölf Caesaren, und so verschiedene Themen wie Rassenbeziehungen und Zeichenkunst. Diese Produktionen wurden auf ihrem Höhepunkt von über 75 TV-Stationen übernommen. Buttrey war außerdem der Gründer und Verleger von Pevensey Press, einem spezialisierten Buchverlag zur Publikation aufwendig fotografierter Bildbände über englische Universitätsstädte und Landschaften. Die Firma beschäftigte einen Photographen und mehrere Autoren. Über 20 Titel wurden zwischen 1980 und 1995 produziert.

## Ehrungen
Buttrey wurde 1983 die Medaille der Royal Numismatic Society verliehen und er wirkte in den Jahren 1989 bis 1993 als ihr Präsident. 1996 wurde ihm die Huntington Medal der American Numismatic Society und 2010 die Medaille der Norwegischen Numismatischen Gesellschaft verliehen. 2009 wurde Buttrey zum Ehrenmitglied des International Numismatic Council ernannt. Er ist korrespondierendes Mitglied der Königlich Dänischen Akademie der Wissenschaften. 2011 verlieh das Institut für Numismatik und Geldgeschichte der Universität Wien ihm die Wolfgang-Hahn-Medaille.

## Veröffentlichungen (Auswahl)
- The Triumviral Portrait Gold of the Quattuorviri Monetales of 42 B.C.  (= Numismatic Notes and Monographs. 137, ISSN 0078-2718). American Numismatic Society, New York NY 1956, JSTOR:i40144087.
- A Guide Book of Mexican Coins. 1822 to Date. Western Publishing Company, Racine WI 1969, (6. Auflage mit Clyde Hubbard. Krause Publications, Iola WI 1992, ISBN 0-87341-193-5).
- als Herausgeber: Coinage of the Americas. American Numismatic Society, New York NY 1973.
- Cosa. The Coins (= Memoirs of the American Academy in Rome. 34). American Academy in Rome, Rom 1980, ISBN 88-7006-017-9.
- Documentary Evidence for the Chronology of the Flavian Titulature (= Beitrage zur Klassischen Philologie. 112.) Hain, Meisenheim am Glan 1980, ISBN 3-445-02115-5.
- mit Ann Johnston, Kenneth M. Mackenzie, Michael L. Bates: Greek, Roman, and Islamic Coins from Sardis (= Archaeological Exploration of Sardis. Monographs. 7). Harvard University Press, Cambridge MA u. a. 1982, ISBN 0-674-36305-1.
- mit Kenan T. Erim, Thomas D. Croves, R. Ross Holloway: The Coins (= Morgantina Studies. Bd. 2). Princeton University Press, Princeton NJ 1989, ISBN 0-691-04013-3.
- mit Ian A. Carradice: From AD 69–96. Vespasian to Domitian (= The Roman Imperial Coinage. Band 2, Teil 1). 2., fully revised edition. Spink, London 2007, ISBN 978-1-902040-84-4.